# Маркотув-Мали
Маркотув-Мали (пол. Markotów Mały, нім. Klein Margsdorf) — село в Польщі, у гміні Волчин Ключборського повіту Опольського воєводства.
Населення — 72 особи (2011).

## Демографія
Демографічна структура станом на 31 березня 2011 року:
|          | Загалом | Допрацездатний вік | Працездатний вік | Постпрацездатний вік |
| -------- | ------- | ------------------ | ---------------- | -------------------- |
| Чоловіки | 36      | 12                 | 23               | 1                    |
| Жінки    | 36      | 13                 | 18               | 5                    |
| Разом    | 72      | 25                 | 41               | 6                    |